# Ranunculus paishanensis
Ranunculus paishanensis là một loài thực vật có hoa trong họ Mao lương. Loài này được Kitag. miêu tả khoa học đầu tiên năm 1941.